# Pacific Royale Airways
Pacific Royale Airways fue una aerolínea comercial indonesia que recibió la licencia de vuelo en noviembre de 2011. Recibió el Certificado de Operador Aéreo (AOC) en mayo de 2012, y efectuó su primer vuelo el 11 de junio de 2012. En noviembre de 2012 se notificó que les había sido retirada la licencia de vuelo.

## Historia
En noviembre de 2011, la aerolínea recibió una licencia de vuelos completa por parte del gobierno indonesio. El vuelo de prueba final, el último requisito en la solicitud del AOC, fue llevado a cabo el 21 de abril de 2012. Pacific Royale recibió su AOC el 29 de mayo de 2012, y comenzó las operaciones comerciales en junio de 2012. El director de la aerolínea fue el directivo indio Tarun Trikha.

## Flota
Con el fin de cumplir los requisitos mínimos para llevar a cabo las operaciones de vuelo comercial, Pacific Royale operará una flota de diez aeronaves. La flota incluirá cinco aeronaves turbohélice Fokker-50, todos adquiridos a Ethiopian Airlines, y cinco aviones a reacción alquilados – cuatro Airbus A320s y un Airbus A330. Dos Fokker-50s volaban en la inauguración de la aerolínea, con más Fokkers y Airbus entrando en servicio durante los siguientes meses.
| Avión           | En operación | Pedidos | Pasajeros |
| --------------- | ------------ | ------- | --------- |
| Fokker 50       | 2            | 3       | 58        |
| Airbus A320-200 | 0            | 4       | 180       |
| Airbus A330-300 | 0            | 1       | TBA       |
| Total           | 3            | 7       |           |

## Destinos
Pacific Royale Airways tiene aprobado operar 62 rutas nacionales y once rutas internacionales. La aerolínea utilizará sus Fokker-50s como aeronaves de alimentación entre Surabaya, Ciudad de Batam, Banyuwangi, Madiun, Pekanbaru, las Islas Natuna y Jambi. Los aviones Airbus se ocuparán de las rutas internacionales, como la Yakarta-Mumbai, Surabaya-Singapur, Surabaya-Hong Kong, Bandung-Singapur y Bandung-Kuala Lumpur.

### Rutas iniciales
Desde el 11 de junio de 2012
Surabaya—Semarang—Pangkalanbun—Semarang—Bandung—Semarang—Surabaya
Desde el 15 de junio de 2015
Batam—Jambi—Kerinci—Padang—Batam—Pekanbaru—Batam